# São Miguel de Lousada
São Miguel de Lousada ist ein Ort und eine ehemalige Gemeinde (Freguesia) im portugiesischen Kreis Lousada. Die Gemeinde hatte 885 Einwohner (Stand 30. Juni 2011).
Am 29. September 2013 wurden die Gemeinden Lousada (São Miguel), Lousada (Santa Margarida) und Cernadelo zur neuen Gemeinde União das Freguesias de Cernadelo e Lousada (São Miguel e Santa Margarida) zusammengeschlossen. Lousada (São Miguel) ist Sitz dieser neu gebildeten Gemeinde.